# Přestavlky, Plzeň-jih
Přestavlky là một làng thuộc huyện Plzeň-jih, vùng Plzeňský, Cộng hòa Séc.